# Sainte-Marie (Isle Madame)
Pour les articles homonymes, voir Sainte-Marie.
 Sainte-Marie est une communauté acadienne sur l'Isle Madame au Cap-Breton.